# Lago Piso
Il lago Piso, anche detto lago Pis e lago dei Pescatori (su alcune mappe è segnato come Fishermens Lake) è il più grande lago della Liberia. Il nome Piso originerebbe da un termine locale che significa "buco dei piccioni" uccelli che usavano abbeverarsi nel lago.
Si trova nella parte nord-occidentale del paese, nella Contea di Grand Cape Mount vicino alla città di Robertsport poco distante dalla frontiera con il Sierra Leone. Il lago è in realtà una laguna costiera collegata al mare tramite uno stretto canala, è alimentato inoltre da diversi corsi d'acqua, il principale è il Mole Creek.
La salinità e l'estensione del lago dipendono dalla stagione e dalla maree, vi si trovano numerose isole tra le quali l'isola di Massatin.